# 李诫 (北宋)
李诫（？—1110年2月23日），一說李誠，字明仲，郑州管城县（今河南省郑州新郑市）人，北宋建筑师。

## 生平
李诫的曾祖父李惟寅，曾任尚书虞部员外郎赠紫金光录大夫。
李诫的祖父李惇裕，曾任尚书祠部员外郎秘阁校理。
李诫的父亲李南公，北宋进士及第，历任户部尚书，成都、郑州等地知府，后升为龙图阁直学士，为官60年。
李诫的兄長李譓，历任章邱县等地知府，后升为龙图阁直学士。
至於李诫本人，约在1060年-1065年左右出生，自小受到良好教育。除了建築著作，他還出版關於地理學、歷史、文字學與美術史的書籍。
元丰八年（1085年），李南公為他捐了一個小官－郊社齋郎，後來升任曹州濟陰縣尉。
元祐七年（1092年），升任將作主簿，然後被提拔為將作監少監，負責建築工程，突顯了他擔當建築師的決心。在将作监（主管土木建筑工程的机构）供职，前后共达十三年，主持营建较大建筑有五王邸、辟雍、尚书省、龙德宫、棣华宅、朱雀门、景龙门、九成殿、开封府廨、太庙及钦慈太后佛寺，因功屡获晋级为将作监主簿、监丞、少监，级别由承务郎至中散大夫，连升十六等。
1097年，李诫奉旨重修《营造法式》“考阅旧章，稽参众智”；1100年，完成《營造法式》，交給宋哲宗過目。
崇寧二年（1103年），宋徽宗才讓《營造法式》成為官刊文獻，頒發施行，讓負責施工的工人、建築師、工匠因此而受惠。編寫得巨細無遺的《營造法式》，其主旨不僅僅為朝廷工部訂立標準規則，還要讓全國工作坊與巧匠在建築工程中有所依據《營造法式》成就卓越，李誡被升為將作監。此後，他負責管理將作監，並且監督太廟、龍德宮、棣華宅、朱雀門、景龍門、九成殿的興建。 建筑是李诫毕生最主要的工作。
李诫家中藏书万卷， 还亲自手抄千余卷，擅长书法，篆书、楷书、草书都入能品；擅长绘画，曾以《五马图》上呈，深得宋徽宗赏识。
李诫一生除主要在将作监任职外，还一度当过虢州知州，并且很有政绩。
大观四年（1110年）二月，李诫逝世，葬在家乡郑州管城县新郑梅山。宋徽宗得知，十分嗟惜，下诏封李诫一子为官。
2006年管城县新郑梅山李诫墓被列为全国重点文物保护单位。

## 著作
绍圣四年（公元1097）年，受命重新编修《营造法式》（原名《元祐法式》，宋哲宗元祐六年（公元1091年）完成），元符三年（公元1100年）完成，宋徽宗崇宁二年（公元1103年）颁行。成为当时官方建筑的规范。
除《营造法式》外，还著有《续山海经》十卷、《续同姓名录》二卷、《琵琶录》三卷、《马经》三卷、《六博经》三卷、《古篆说文》十卷。李诫的其他著作已失传，唯《营造法式》硕果谨存。

### 引用
1. ↑  「誠」「明」二字互訓，為古人常見名字組合。參見成麗《李誡？李誠？——南宋「紹定本」所刻作者名辨析》，收入王貴祥主編《中國建築史論匯刊·第肆輯》，北京: 清華大學出版社. 2011. ISBN 9787302253686
2. ↑  梁思成 《营造法式注释序》 《李诫》 《梁思成全集》 第七卷 7
3. 1 2 3 4  Guo 1998，第4頁
4. ↑  . 中國建築網.   [2008-11-15]. （原始内容存档于2010-05-14） （中文（臺灣））.
5. 1 2 3 4  Needham 1986，Volume 4，第84頁
6. ↑  《营造法式》 11 页 《李诫补传》 中国书店 2006  ISBN 7-80568-974-1/K
7. ↑  Guo 6.
8. ↑  Guo 1998，第5頁
9. ↑  梁思成全集第七卷8页
10. ↑  营造法式 12 页 李诫补传 中国书店 2006 ISBN 7-80568-974-1/
11. ↑  《营造法式》 12 页 《李诫补传》 中国书店 2006  ISBN 7-80568-974-1/
12. ↑  .   [2009-12-15]. （原始内容存档于2021-01-02）.